# The Casualties
The Casualties is een Amerikaanse punkband uit New York, opgericht in 1990. Hun muziekstijl wordt meestal beschreven als hardcore punk of streetpunk.

## Invloeden
The Casualties zijn sterk beïnvloed door punkbands uit de tweede punkgolf uit het Verenigd Koninkrijk, zoals The Exploited, Charged GBH en Discharge waarvan zij geloofden dat ze verdwenen zijn na 1985. Dit is ook te zien aan de manier waarop de leden van The Casualties zich kleden.

## Leden
- David Rodriguez – zang (vanaf 2017)
- Jorge Herrera – zang (1990-2017)
- Rick Lopez – zang, basgitaar (1998-heden)
- Jake Kolatis – zang, gitaar (1993-heden)
- Marc "Meggers" Eggers – drums (1995-heden)

## Discografie

### Studioalbums
- 1997: For the Punx
- 1998: Underground Army
- 2000: Stay Out of Order
- 2001: Die Hards
- 2004: On the Front Line
- 2005: En La Línea Del Frente
- 2006: Under Attack (album)|Under Attack
- 2009: We Are All We Have
- 2012: Resistance
- 2016: Chaos Sound

### Ep's
- 1992: 40 Oz. Casualty
- 1994: A Fuckin' Way Of Life
- 2000: Who's In Control?

### Compilatiealbums
- 2001: The Early Years: 1990–1995
- 2010: For the Casualties Army

### Livealbums
- 1999: Live at the Fireside Bowl
- 2003: More at the Fireside Bowl
- 2007: Made in NYC

### Compilatiealbums waar de band aan heeft meegewerkt
- 1990: Benefit For Beer - "Political Sin"
- 1994 "Pogo Attack LP" - "25 Years To Late" - "For The Punx"
- 2003: Punx Unite - "Punx Unite"
- 2003: Warped Tour 2003 - "Made in N.Y.C."
- 2005: Punx Unite 2 - "Way of Life"
- 2004: AMP Magazine Presents: Volume 2-Street Punk - "Sounds From the Streets"
- 2005: Punx Unite-Leaders of Today - "Rebel"
- 2006: Warped Tour 2006 - "Under Attack"
- 2007: Take Action Tour 2007 - "VIP"
- 2007: Warped Tour 2007 - "In It For Life"
- 2010: Warped Tour 2010 - "We Are All We Have"